# أهارون هاريل
أهارون هاريل هو نقابي وسياسي إسرائيلي، ولد في 13 أبريل 1932 في بينسك في بيلاروس، وتوفي في 13 ديسمبر 2000 في إسرائيل. نشط حزبياً في حزب رافي. وقد انتخب عضو الكنيست ‏ (20 يوليو 1981 – 10 مايو 1988).